# Дома 1182 км
Дома 1182 км (рос. Дома 1182 км) — сільський населений пункт без офіційного статусу в Глазовському районі Удмуртії, Росія.

## Населення
Населення — 3 особи (2010; 9 в 2002).
Національний склад станом на 2002 рік:
- удмурти — 100 %